# Előtörlesztési díj
Ha a hitelszerződéstől eltérő időpontban történik a törlesztés, akkor a bank külön díjat számíthat fel. Ez lehet fix összeg vagy az előtörleszteni kívánt összeg néhány százaléka.
A 2010.03.01 után kötött lakáscélú jelzáloghitel esetében a szerződés hatálybalépésétől számított 24 hónapot követően teljesített első részleges, vagy teljes előtörlesztés (végtörlesztés) díjmentes, kivéve, ha a részleges, vagy teljes előtörlesztés (végtörlesztés) –részben vagy egészben más pénzügyi intézmény által folyósított kölcsönből történik, vagy ha az előtörlesztett összeg meghaladja a kölcsönszerződésben rögzített kölcsönösszeg felét. 
Egyéb esetben a végtörlesztési díj a fennálló tőketartozás maximum 1%-a, vagy amennyiben a hitel más pénzintézet által kerül kiváltásra, akkor a fennálló tőketartozás maximum 2%-a.
A 2010.03.01 után kötött nem lakáscélú jelzáloghitel részleges vagy teljes előtörlesztése (végtörlesztés) esetén külön díj nem kerül felszámításra ha a fennálló tartozás nem haladja meg az 1.000.000 Ft-ot és a megelőző tizenkét hónap alatt előtörlesztést nem volt.
Egyéb esetben a végtörlesztési díj a fennálló tőketartozás maximum 2%-a.